# Jitoché
Jitoché (en macédonien Житоше) est un village du centre de la Macédoine du Nord, situé dans la municipalité de Dolneni. Le village comptait 1 807 habitants en 2002.

## Démographie
Lors du recensement de 2002, le village comptait :
- Albanais : 1160
- Bosniaques : 110
- Turcs : 15
- Serbes : 5
- Macédoniens : 2
- Autres : 515